# Chironius maculoventris
Espèce
Synonymes
- Chironius quadricarinatus maculoventris Dixon, Wiest & Cei, 1993

Chironius maculoventris  est une espèce de serpents de la famille des Colubridae.

## Répartition
Cette espèce se rencontre :
- dans le nord-est de l'Argentine ;
- en Bolivie ;
- au Paraguay.

## Publication originale
- Dixon, Wiest & Cei, 1993 : Revision of the Neotropical snake genus Chironius Fitzinger (Serpentes, Colubridae). Museo regionale di scienze naturali monographie, vol. 13, p. 1-280.